# Francis Willughby

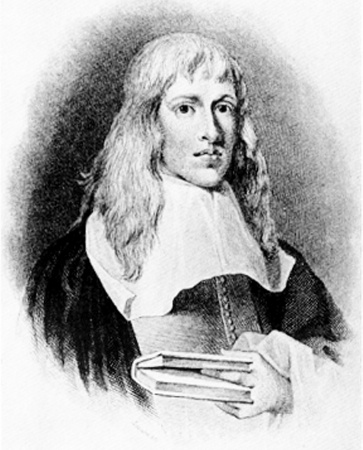
Francis Willughby

Francis Willughby (soms gespeld als Willoughby) (Middleton Hall, Warwickshire, 22 november 1635 – Wollaton Hall, 3 juli 1672) was een Engels ornitholoog en ichtyoloog.

## Leven
Hij studeerde aan Cambridge (1653–1659) en werd een leerling van John Ray, met wie hij in 1662 reisde naar de westkust van Wales, om de nestelende zeevogels te observeren. Op 20 mei 1663 werd hij lid ("Original Fellows") van de Royal Society. In 1667 trouwde hij met Emma Barnard, met wie hij drie kinderen kreeg. Het eerste kind, Francis, stierf op de leeftijd van negentien, terwijl zijn dochter Cassandra Willoughby trouwde met de hertog van Chandos, die een beschermheer was van Catesby. Zijn tweede zoon Thomas werd Baron Middleton gemaakt door Queen Anne. 
Tussen 1663 en 1666 reisde Willughby met Ray naar Nederland, Duitsland, Zwitserland en Italië en alleen naar Spanje. Op de terugweg naar Engeland maakten zij plannen om de resultaten van hun studies te publiceren, maar Willughby stierf aan pleuritis tijdens de voorbereiding van dit werk. Ray publiceerde Willughby's Ornithologiae libri tres in 1676, met een Engelse editie twee jaar later. Dit wordt beschouwd als het begin van de wetenschappelijke ornithologie in Europa, een revolutie in de ornithologische taxonomie door het organiseren van soorten op basis van hun fysieke kenmerken. Ray publiceerde ook Willughby's De Historia piscium (1686).

## Werk
- 1676. Ornithologiae libri tres, geredigeerd en uitgegeven door John Ray
- 1686. De historia piscium libri quatuor, geredigeerd en uitgegeven door John Ray

- Bibsys: 2106157
- Biblioteca Nacional de España: XX5609773
- Bibliothèque nationale de France: cb125601673 (data)
- CiNii: DA10523231
- Gemeinsame Normdatei: 128978732
- International Standard Name Identifier: 0000 0000 8156 6452
- Library of Congress Control Number: n85143652
- Nationale Bibliotheek van Tsjechië: mzk2009533497
- Nationale bibliotheek van Australië: 35813577
- Nationale Bibliotheek van Israël: 987007270039305171
- Nederlandse Thesaurus van Auteursnamen: 070142890
- Réseau des bibliothèques de Suisse occidentale: 02-A005676918
- Istituto Centrale per il Catalogo Unico: PUVV165549
- SNAC: w6b5762p
- Système universitaire de documentation: 067069347
- Trove: 1099483
- Virtual International Authority File: 76431571
- WorldCat: E39PBJcRcCkPJxKHRJ763f7fv3